# Villarrica (Vulkan)
Villarrica (Spanisch: Volcán Villarrica, Mapudungun: Ruka Pillañ) ist einer der aktivsten Vulkane Südamerikas und gilt als der gefährlichste Vulkan Chiles. Er ist 2847 m hoch und liegt ungefähr 750 km südlich der chilenischen Hauptstadt Santiago de Chile an der Grenze der Regionen Araucanía und Los Ríos. Es handelt sich um einen basaltisch-andesitischen Strato- oder Schichtvulkan. Außerdem ist er einer von weltweit insgesamt 8 Vulkanen, welche einen offenen aktiven Lavasee im Krater besitzen.
Nördlich des Vulkans befinden sich die Stadt Pucón sowie der See Lago Villarrica und die gleichnamige Stadt Villarrica.

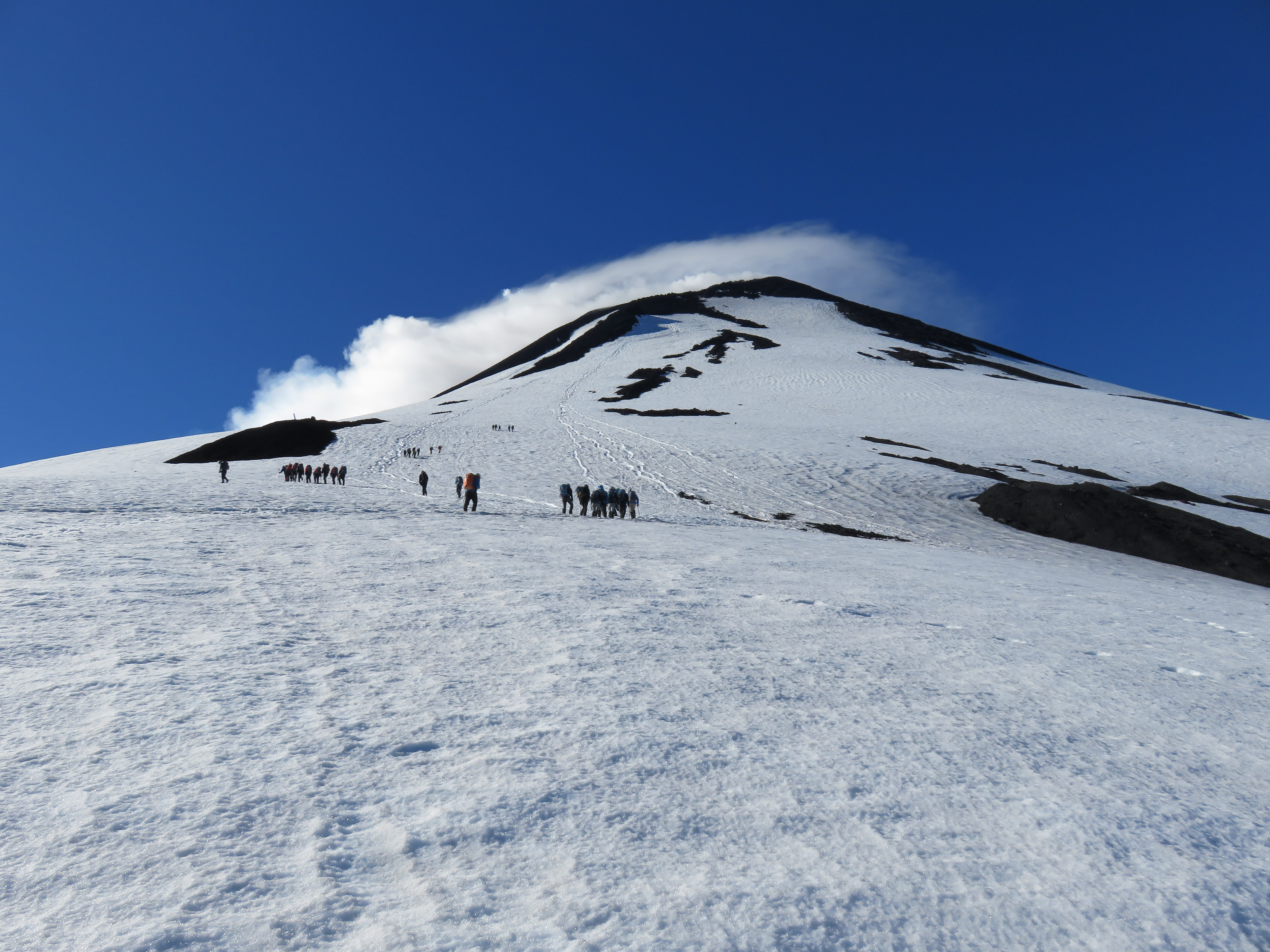
Bergsteigergruppe auf dem Villarrica

Der erste aufgezeichnete Ausbruch datiert aus dem Jahre 1558. 1575 wurde die Stadt Villarrica von einem schweren Erdbeben zerstört, wobei 350 Einwohner starben. Weitere große Ausbrüche folgten 1640 und 1948. 1971 kam es zu einer Schlammlawine, die durch geschmolzenes Eis und heiße Lava erzeugt wurde. Die Schlammlawine (Lahar) zerstörte eine Reihe Häuser, landwirtschaftliche Flächen und Brücken.  
In den letzten 500 Jahren wurden über 50 Ausbrüche registriert.
Am 3. März 2015 fand eine stärkere Eruption statt. Wegen des Ausbruchs wurden rund 3600 Menschen evakuiert.
Der letzte Ausbruch fand am 4. Januar 2019 statt.
Der Vulkan Villarrica im Nationalpark Villarrica gehört zu den bekanntesten Touristenzielen in Chile. In den Sommermonaten gehen regelmäßig geführte Touren bis zum Rand des Kraters, die auch für ungeübte Bergsteiger zu bewältigen sind.
2010 war hier noch ein Lavasee aktiv.